# IC 5342
IC 5342 је елиптична галаксија у сазвјежђу Пегаз која се налази на листи објеката дубоког неба у Индекс каталогу.
Деклинација објекта је + 27° 0' 43" а ректасцензија 23h 38m 38,7s. Привидна величина (магнитуда) објекта IC 5342 износи 14,6 а фотографска магнитуда 15,6. IC 5342 је још познат и под ознакама MCG 4-55-39, CGCG 476-94, NPM1G +26.0539, DRCG 37-55, PGC 71984.